# アカミノフウチョウ
アカミノフウチョウ（赤蓑風鳥、学名：Cicinnurus respublica）は、スズメ目フウチョウ科の鳥類。

## 形態
全長21cmほどの小型のフウチョウである。雄の羽色は赤と黒で、首は黄色い羽毛で覆われ、口の周りは薄緑色、脚は鮮やかな青色で、くるくると巻いた2本の紫色の尾羽を持つ。頭は「キ」の字型に黒い羽毛が生えている他は鮮やかな青い皮膚がむきだしになっている。雌は茶色っぽい鳥で、雄同様青い頭頂部が裸出している。
生息地では、真っ青な頭部が夜目にもくっきりと見え、深い緋色の背とビロードのような緑色の胸が鮮やかで、尾羽は銀色に輝く。

## 分布
インドネシアの固有種で、西パプア州のワイゲオ島とバタンタ島の低地および丘陵地帯の雨林に生息する。

## 生態
果実や小型の昆虫類を食べる。

## 保護の現状
分布域が限られており、生息地の環境破壊や狩猟が継続しているため、国際自然保護連合のレッドリストでは準絶滅危惧に指定されている。本種はワシントン条約附属書IIに掲載されている。

## その他
本種の命名者はナポレオン・ボナパルトの弟リュシアン・ボナパルトの長男で共和主義者だった博物学者シャルル・リュシアン・ボナパルトであり、種小名は「共和国の」という意味である。ボナパルトの命名はイギリスの鳥類学者エドワード・ウィルソンから購入した、ひどく損傷した標本に基づいており、本種をウィルソンに献名しようとしたアメリカ合衆国の鳥類学者ジョン・カシンに数か月の差で勝った。13年後の1863年に、ドイツの動物学者ハインリヒ・アガトン・ベルンシュタインがワイゲオ島でアカミノフウチョウの生息地を発見した。
アカミノフウチョウの動画を撮影したのは、1996年にデイビッド・アッテンボローが制作したBBCのドキュメンタリー『楽園のアッテンボロー』（Attenborough in Paradise）が最初である。